# Markus Gerber
Markus Gerber (* 1975 in Binningen) ist ein Schweizer Sportwissenschaftler und Hochschullehrer.

## Leben
Gerber, der in Birsfelden aufwuchs, studierte Sport und Französisch an der Universität Basel sowie Geografie an der Universität Lille III. Zwischen 2000 und 2006 war er am Institut für Sport und Sportwissenschaften der Universität Basel als wissenschaftlicher Mitarbeiter im Bereich Sportpädagogik und Sozialwissenschaften tätig, teils zeitgleich schrieb er an der Albert-Ludwigs-Universität Freiburg in Deutschland seine Doktorarbeit im Bereich Sport- und Gesundheitspsychologie. Der Titel seiner Arbeit lautete Sport, Stress und Gesundheit bei Jugendlichen.
Ab 2007 war er als Forscher im Bereich Sport und Gesundheitspädagogik an der Universität Basel beschäftigt. 2009 absolvierte Gerber einen Forschungsaufenthalt an der Universität von Queensland in Australien sowie 2012 an der schwedischen Universität Göteborg. 2014 schloss er in Basel seine Habilitation, in der er sich mit körperlicher Aktivität als mentaler Gesundheitsressource beschäftigte, ab. Im März 2016 hielt er an der Universität Basel seine Antrittsvorlesung als Professor für Sport und Psychosoziale Gesundheit.
Den Schwerpunkt seiner sportwissenschaftlichen Tätigkeit bildet der Zusammenhang zwischen Stress und körperlicher Betätigung.